# Диварикатные растения
Диварикатные растения — растения, для которых характерна особая архитектура побегов, характеризующаяся наличием длинных междоузлий, отхождением боковых ветвей под большим (>60°) углом, а также мелколистность.
Диварикатные формы особенно часто встречаются в новозеландской флоре, где они возникли под влиянием схожих климатических условий в различных группах растений, что является одним из примеров конвергентной эволюции. Диварикатность характерна также для некоторых вымерших растений, например, для представителей семейства Вильямсониевые (Williamsoniaceae) порядка Беннеттитовые.